# 福島市立信陵中学校
福島市立信陵中学校（ふくしましりつ しんりょうちゅうがっこう）は、福島県福島市笹谷にある公立中学校である。

## 概要
福島市内の清水地域北部（松川以北）と信陵地域が主な範囲である。学校設立の経緯上、信陵（大笹生・笹谷）の地理的中心地ではなく、清水・信陵の両地域境にあたる信陵南端部に校舎が置かれた。福島市内の中学校の中でも生徒数の多い学校（マンモス校）であり、1学年あたり9クラスや8クラスとなることもあった。2024年4月8日現在では、534名の児童が在籍する。毎年行われる文化祭の名前は「蒼陵祭」である。

## 沿革
- 1959年（昭和34年）
  - 4月1日 - （旧）福島市立清水中学校、福島市立笹谷中学校を統合、福島市立信陵中学校設立。
- 1961年（昭和36年）
  - 4月15日 - 福島市立大笹生中学校を統合。これにより福島市内清水・信陵の両地域が学区範囲になる。
- 1984年（昭和59年）
  - 4月1日 - 福島市立清水中学校新設により、清水地域（松川以南）の生徒が分離。現在の学区に落ち着く。
- 1991年（平成3年）
  - 3月25日 - 水泳プール（25m×14m 7コース）が竣工する。
- 1998年（平成10年）
  - 10月23日 - 屋内運動場が竣工する。
- 2016年（平成28年）
- 5月20日 - RC造三階建の校舎が竣工する。

## 教育方針
教育目標
- 自律
- 協働
- 挑戦

## 学校行事
| - 4月 - 5月 - 6月 | - 7月 - 8月 - 9月 | - 10月 - 11月 - 12月 | - 1月 - 2月 - 3月 |

## 国際交流
- 1991年よりハワイ州のホノルル市立アイエア中学校との国際交流を行っており、2008年まで1年交替でホームステイの受け入れをしていた[2]。
- かつての国際交流で本校の生徒がハワイ州を訪れた際には当時のハワイ州副知事メイジー・ヒロノ（現アメリカ合衆国下院議員、福島県桑折町出身）に面会している。

## 部活動
- 運動系部活動
  - 野球部
  - サッカー部
  - ソフトテニス部（男女）
  - バスケットボール部（男女）
  - 陸上部
  - バレーボール部（男女）
  - 剣道部
  - 柔道部
  - 水泳部
  - 卓球部
  - 特設駅伝部
- 文化系部活動
  - 吹奏楽部
  - 合唱部
  - 美術部
  - コンピューター部
  - 生活文化部

## 通学区域
※出典：
- 清水地区
  - 北沢又
  - 南沢又（福島市立清水中学校通学区域を除く）
  - 御山（福島市立清水中学校、福島市立北信中学校通学区域を除く）
- 信陵地区
  - 笹谷（福島市立北信中学校通学区域を除く）
  - 大笹生（福島市立大鳥中学校通学区域を除く）
- 北信地区
  - 南矢野目（字清水前30-1～2、30-4、31-2～3、32-1～4、34-1～4）

## 進学前小学校
- 福島市立北沢又小学校
- 福島市立笹谷小学校
- 福島市立大笹生小学校
- 福島市立御山小学校
- 福島市立清水小学校の一部

## 交通
鉄道
- 福島交通飯坂線■笹谷駅 徒歩9分